# Scaphiella williamsi
Scaphiella williamsi là một loài nhện trong họ Oonopidae.
Loài này thuộc chi Scaphiella. Scaphiella williamsi được Willis J. Gertsch miêu tả năm 1941.